# Carl Björkman (militär)
Carl Magnus Björkman, född den 20 december 1892 i Eksjö, död den 12 januari 1969 i Ängelholm, var en svensk militär.
Björkman avlade studentexamen i Linköping 1912 och officersexamen 1914. Han blev underlöjtnant i Andra livgrenadjärregementet 1914 och löjtnant där 1918. Efter att genomgått Gymnastiska centralinstitutet 1923 och Krigshögskolan 1924–1926 blev Björkman kapten i Livgrenadjärregementet 1929 (vid regementet 1933). Han var chef för infanteriets officersaspirantskola 1935–1937, blev major vid Norra skånska infanteriregementet 1937, ställföreträdande chef för Krigsskolan 1940 och överstelöjtnant vid Västernorrlands regemente 1941. Björkman befordrades till  överste i armén och blev befälhavare i Kalmar försvarsområde 1944. Han var befälhavare i det samordnade Kalmar-Växjö försvarsområde 1947–1953. Björkman blev riddare av Svärdsorden 1935 och kommendör av samma orden 1949. Han vilar i en familjegrav på Norra begravningsplatsen i Stockholm.